# Professor Roberto Carlos
Roberto Carlos Teles Braga (Vitória, 1º de janeiro de 1965) conhecido como Professor Roberto Carlos é um professor e político brasileiro filiado ao Partido dos Trabalhadores (PT).

## Carreira política
Foi eleito vereador do município de Serra nas eleições de 2004.
Em 2006 concorreu ao cargo de deputado estadual pelo Espírito Santo, não conseguindo se eleger.
No ano de 2008 foi reeleito vereador de Serra com 2.865 votos (1,58%).
Em 2010 tentou novamente uma vaga na Assembleia Legislativa do Espírito Santo, dessa vez conseguindo ser eleito com 22.143 votos (1,25%).
Já nas eleições estaduais no Espírito Santo em 2014 foi candidato a Governador pela coligação "Com a Força do Povo Capixaba" formada pelo PT e PDT. A chapa obteve 114.691 votos (6,01%), terminando em 3º lugar.
Em 2017, após 30 anos, Roberto Carlos deixa o Partido dos Trabalhadores (PT) e anuncia filiação à Rede Sustentabilidade (REDE). No ano seguinte disputou novamente uma vaga na ALES, dessa vez pela REDE. Braga obteve 5.569 votos (0,31%), não conseguindo ser eleito.